# Septimius Odenathus
Septimius Odenathus (ur. ?, zm. 267) – król Palmyry, małżonek Zenobii i ojciec Waballata.
Odaenathus był dwukrotnie żonaty. Nic nie wiadomo o imieniu i losie jego pierwszej żony.
Liczba dzieci Odaenathusa z pierwszą żoną nie jest znana i tylko jedno jest udokumentowane: Hairan I – Herodianus. Imię Hairan pojawia się na 251 inskrypcji z Palmyry opisującej go jako ras, co sugeruje, że był już wtedy dorosły. 
Ożenił się powtórnie z Zenobią i miał z nią trzech synów: Waballata, Hereniana i Timolausa (niektórzy historycy wyrażają wątpliwości, czy Waballat istotnie był jego synem).
Związek z Zenobią nie należał do udanych; pomiędzy małżonkami powstawały nieporozumienia, ponieważ Odenatus zbyt faworyzował pierworodnego Herodosa, podczas gdy Zenobii zależało na odziedziczeniu rządów przez jej syna Waballata.
Po ogłoszeniu cesarzem Odenatus został zamordowany przez żołnierzy, ginąc wraz z synem z rąk spokrewnionego z nim Meoniusza. Prawdopodobnie zamach inspirowała Zenobia; rządy następnie objął Waballat, choć w rzeczywistości rządziła jego matka.
Odenat prowadził politykę prorzymską. Jako władca Palmyry miał świadomość korzyści wynikających z opowiedzenia się po stronie Rzymu. Podbicie przez niego Wschodu miało być darem dla Rzymu i następcy, Herodosa.

## Źródła